# Relacions entre Algèria i Palestina
Les relacions entre Algèria i Palestina es refereix a les relacions bilaterals històriques i actuals entre la República Democràtica Popular d'Algèria i l'Estat de Palestina. L'aliança entre els dos països s'ha mantingut forta i perdurable fins als nostres dies. Algèria és partidària del procés de pau a l'Orient Mitjà, però no manté relacions diplomàtiques amb Israel.

## Història
Algèria ha estat durant molt de temps un defensor dels palestins a Israel, des que va obtenir la independència de França el 1962. El Front d'Alliberament Nacional o FLN ha estat un fort defensor de la causa palestina. Durant la Guerra d'Independència d'Algèria, del 1954 al 1962, molts palestins van veure a Algèria i la seva lluita per la independència un bon model del qual aprendre. Algèria ha donat suport durant molt de temps a l'Organització per l'Alliberament de Palestina des de la dècada de 1970 i els presidents algerians Houari Boumediene i Chadli Bendjedid van rebre i acollir Yasser Arafat.
Algèria també va proporcionar armes i entrenament als militants palestins. El 1974 es va obrir una ambaixada palestina a Algèria i sota el mandat d'Abdelaziz Bouteflika, que era president de l'Assemblea General, l'OLP va ser admesa com a observadora i Iàsser Arafat es va dirigir a l'Assemblea General de les Nacions Unides. El 1975, Algèria va promoure i votar a favor de la Resolució 3379 de l'Assemblea General de l'ONU, que equiparava el sionisme amb el racisme (la resolució, però, va ser revocada posteriorment amb la Resolució 4686 el 1991, però Algèria va votar en contra d'aquesta resolució). Després dels Acords de Camp David, Algèria va trencar totes les relacions diplomàtiques amb Egipte i va seguir donant suport als palestins, encara que aquesta vegada de forma discreta
Durant la Primera Intifada, Algèria va condemnar enèrgicament les accions israelianes i va convocar la cimera de la Lliga Àrab de 1988. La cimera àrab d'emergència va oferir donar suport a la intifada amb ajuda financera. Després de la Declaració d'independència de Palestina del 15 de novembre de 1988, Algèria es va convertir en primer país del món en reconèixer el nou Estat de Palestina el 15 de novembre de 1988 i va establir oficialment relacions diplomàtiques plenes amb el país el 18 de desembre de 1988. No obstant això, Algèria aviat va entrar en una agitació política i aviat va esclatar una guerra civil després de les eleccions parlamentàries algerianes de desembre de 1991, que van ser anul·lades pels militars algerians el gener de 1992.

## Relacions actuals
Després dels Acords d'Oslo de 1993, Algèria ha continuat donant suport a la causa de Palestina més que mai i també ha donat suport a la Iniciativa de Pau Àrab de 2002. Els dos presidents algerians, Liamine Zeroual i Abdelaziz Bouteflika, han estat equilibrats i moderats en el sentit que tots dos donen suport a la causa dels palestins i, alhora, treballen amb els Estats Units i altres potències mundials per una pau justa a l'Orient Mitjà. Durant la guerra de Gaza del 2008-2009, el primer ministre algerià, Ahmed Ouyahia, va dir: "En nom del govern, expresso la nostra enèrgica condemna dels crims contra la humanitat perpetrats per Israel durant una setmana contra la població de Gaza".
Després de l'atac a la flotilla de Gaza el 2010, Algèria va condemnar "en els termes més enèrgics" l'envestida israeliana contra la flota d'ajuda internacional per a Gaza i va demanar una resposta "ferma i unànime" de la comunitat internacional. Durant l'Operació Columna de Núvol de novembre de 2012, Algèria va condemnar enèrgicament, a través del portaveu del Ministeri d'Afers Exteriors, Amar Belani, l'"agressió israeliana contra la franja de Gaza" i va instar el Consell de Seguretat de les Nacions Unides i la comunitat internacional a assumir les seves responsabilitats i "posar fi a aquesta perillosa escalada". El 29 de novembre del 2012, Algèria va votar a favor de la Resolució 67/19 de l'Assemblea General de l'ONU sobre l'elevació de Palestina a la categoria d'Estat observador no membre de les Nacions Unides.
Durant el conflicte entre Israel i Gaza de 2014, el ministre d'Afers Exteriors, Ramtane Lamamra, va instar la comunitat internacional a actuar perquè Israel cessi immediatament els seus atacs contra Palestina i respecti la treva de novembre de 2012. "Si bé condemnem en els termes més enèrgics els brutals atacs contra l'indefens poble palestí, creiem que aquests atacs van ser encoratjats pel silenci complaent de la comunitat internacional davant les polítiques expansionistes israelianes i el seu impacte negatiu sobre la pau i la seguretat a la regió", va dir Lamamra. També va subratllar la necessitat d'una acció urgent al si de les Nacions Unides per assolir una fórmula que obligui Israel a aturar les seves agressions sobre Gaza.